# Sambiyan (Kaliori)
Sambiyan is een bestuurslaag in het regentschap Rembang van de provincie Midden-Java, Indonesië. Sambiyan telt 2115 inwoners (volkstelling 2010).